# Герб комуни Седерчепінг
Герб комуни Седерчепінг (швед. Söderköpings kommunvapen) — символ шведської адміністративно-територіальної одиниці місцевого самоврядування комуни Седерчепінг. 

## Історія
Від XV століття місто Седерчепінг використовувало власний герб.  

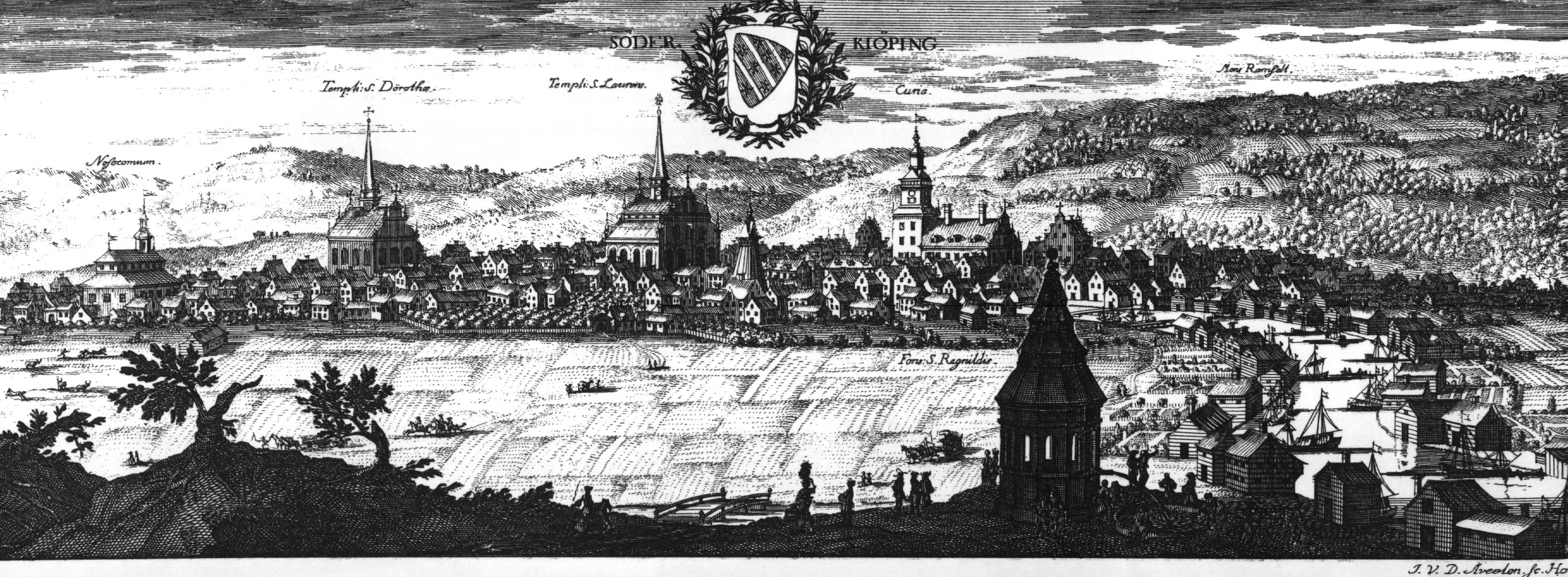
Герб на гравюрі з панорамою міста Седерчепінг (близько 1700 р.)

Отримав королівське затвердження 1946 року.    
Після адміністративно-територіальної реформи, проведеної в Швеції на початку 1970-х років, муніципальні герби стали використовуватися лишень комунами. Цей герб був перебраний для нової комуни Седерчепінг.
Герб комуни офіційно зареєстровано 1975 року.

## Опис (блазон)
У синьому полі три срібні перев’язи справа, між якими 8 золотих шестипроменевих зірок – 1:3:3:1.

## Зміст
Сюжет герба походить з міської печатки 1430-х років.      